# Sirdar Mountain
Sirdar Mountain är ett berg i Kanada.   Det ligger i provinsen Alberta, i den centrala delen av landet, 3 100 km väster om huvudstaden Ottawa. Toppen på Sirdar Mountain är 2 804 meter över havet. Sirdar Mountain ingår i Jacques Range.
Terrängen runt Sirdar Mountain är bergig åt sydost, men åt nordväst är den kuperad.Trakten runt Sirdar Mountain är nära nog obefolkad, med mindre än två invånare per kvadratkilometer.. Närmaste större samhälle är Jasper Park Lodge, 16,2 km väster om Sirdar Mountain.
I omgivningarna runt Sirdar Mountain växer i huvudsak barrskog.